# Яструб фіджійський
Яструб фіджійський (Accipiter rufitorques) — хижий птах роду яструбів родини яструбових ряду яструбоподібних. Ендемік Фіджі.

## Систематика
Довгий час фіджійський яструб вважався підвидом бурого яструба.

## Опис
Довжина птаха становить 30—40 см, розмах крил 58—73 см. Демонструють значний статевий диморфізм, самки більші за самців. Самки важать 280 г, самців від 190 до 210 г. Птах має довгі ноги і хвіст. Забарвлення рівномірне. Голова, спина, крила і хвіст сірі, внутрішня поверхня крил і комірець рожевуваті. Забарвлення молодих птахів сильно відрізняється: воно повністю коричневе з вираженими смугами на грудях.

## Раціон
Фіджійський яструб харчується птахами, комахами, гризунами і рептиліями, були зафіксовані факти споживання прісноводних риб і креветок з родини Palaemonidae.

## Розмноження
розмножуються птахи з липня по грудень, більшість яєць відкладається у вересні-жовтні. Зазвичай в кладці 2-3 яйця (рідко 4), виживають до двох пташенят.

## Історія
Хоча цей птах нині є ендеміком Фіджі, викопні рештки, що приписують цьому виду були знайдені на острові Еуа (Тонга), а також на деяких островах Фіджі, на яких зараз він відсутній.

## Збереження
Це численний вид. МСОП вважає його таким. що не потребує особливого збереження.